# Gibbaranea bituberculata
Gibbaranea bituberculata là một loài nhện trong họ Araneidae. Chúng được Walckenaer mô tả khoa học lần đầu tiên vào năm 1802.
Con cái dài khoảng 8 đến 10 mm, con đực dài 6,5 đến 7,5 mm. Nhện này trông giống như nhện vai. Chúng sinh sống trên thảm thực vật thấp.

## Hình ảnh

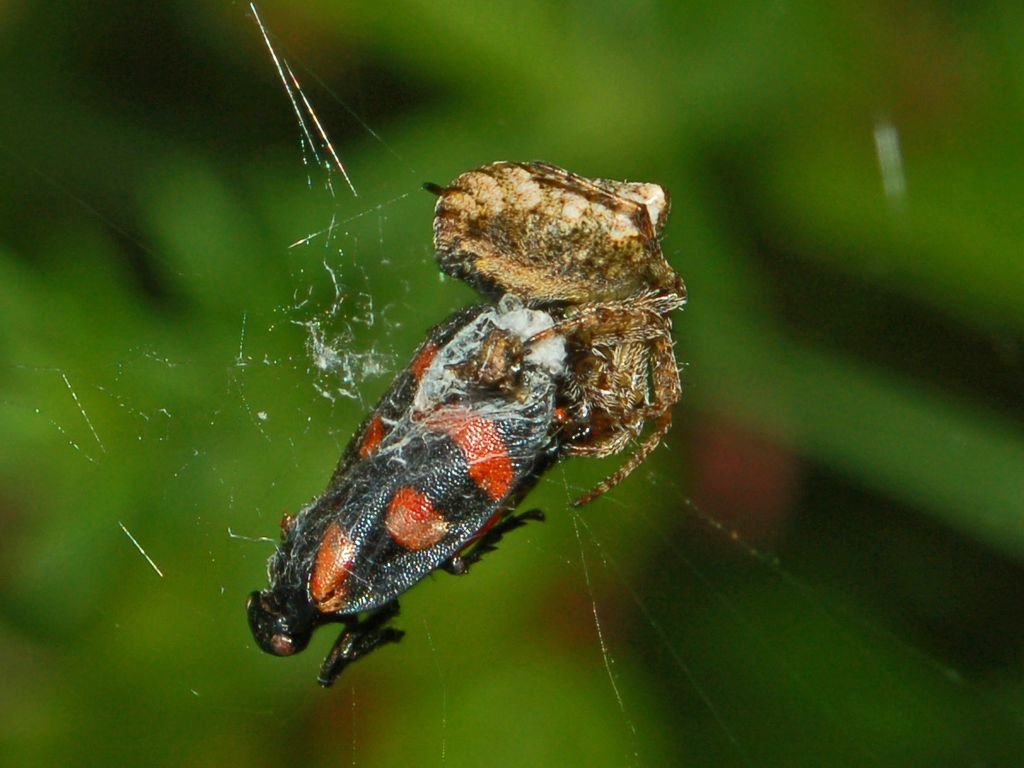
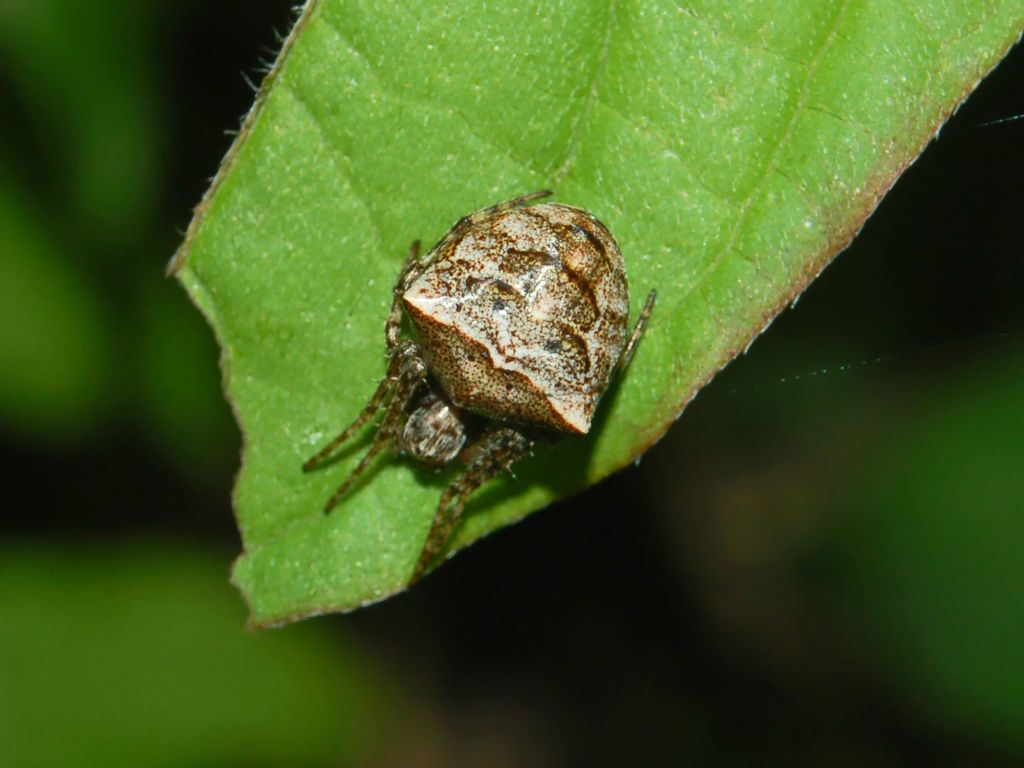

## Phân loài
- Gibbaranea bituberculata cuculligera, Simon, 1909
- Gibbaranea bituberculata strandiana, Gábor von Kolosváry, 1936